# Alexander Bălănescu

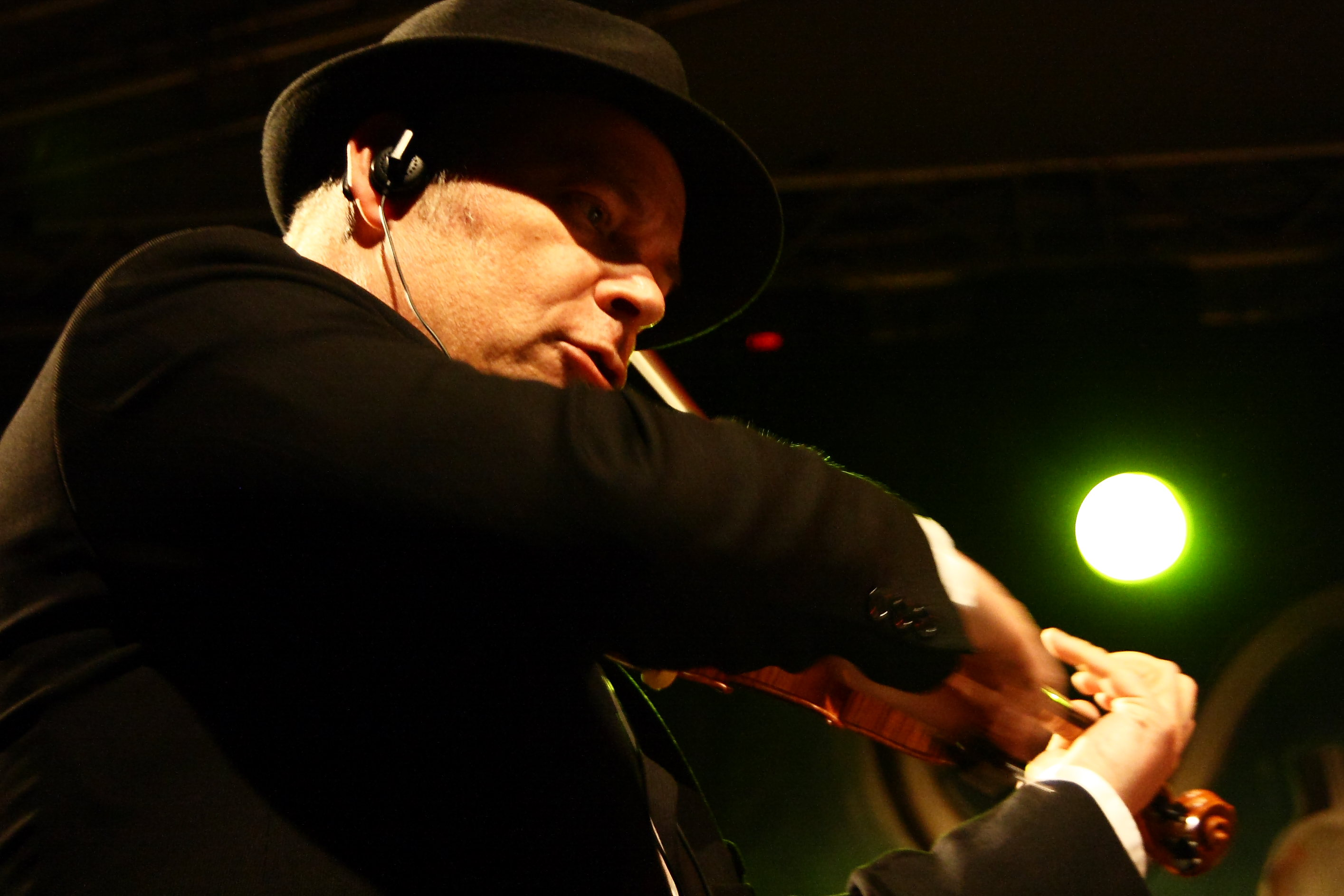
Alexander Bălănescu 2013

Alexander Bălănescu (* 11. Juni 1954 in Bukarest) ist ein rumänischer Violinist und Komponist und Gründer des Avantgarde-Streichquartetts Balanescu Quartet.

## Leben und Werk

### Künstlerische Ausbildung und Werdegang
Ab dem Alter von sieben Jahren besuchte Bălănescu eine Musikschule in Bukarest. Wegen der antisemitischen Politik in Rumänien emigrierte seine Familie 1969 nach Israel, wo er die Rubin Academy of Music in Jerusalem besuchte. Danach wechselte er an das Trinity College of Music in London und besuchte von 1975 bis 1979 die Juilliard School in New York City bei Dorothy DeLay, wo er an Meisterklassen mit Pinchas Zukerman, Itzhak Perlman und anderen teilnahm.
1979 übernahm Bălănescu die Leitung der Michael-Nyman-Band und tourte mit dieser Band lange Jahre weltweit. Zur gleichen Zeit war er Mitglied des Gavin-Bryars-Ensembles und vier Jahre lang bis 1987 Mitglied des Arditti Quartetts.

### Das Balanescu Quartet

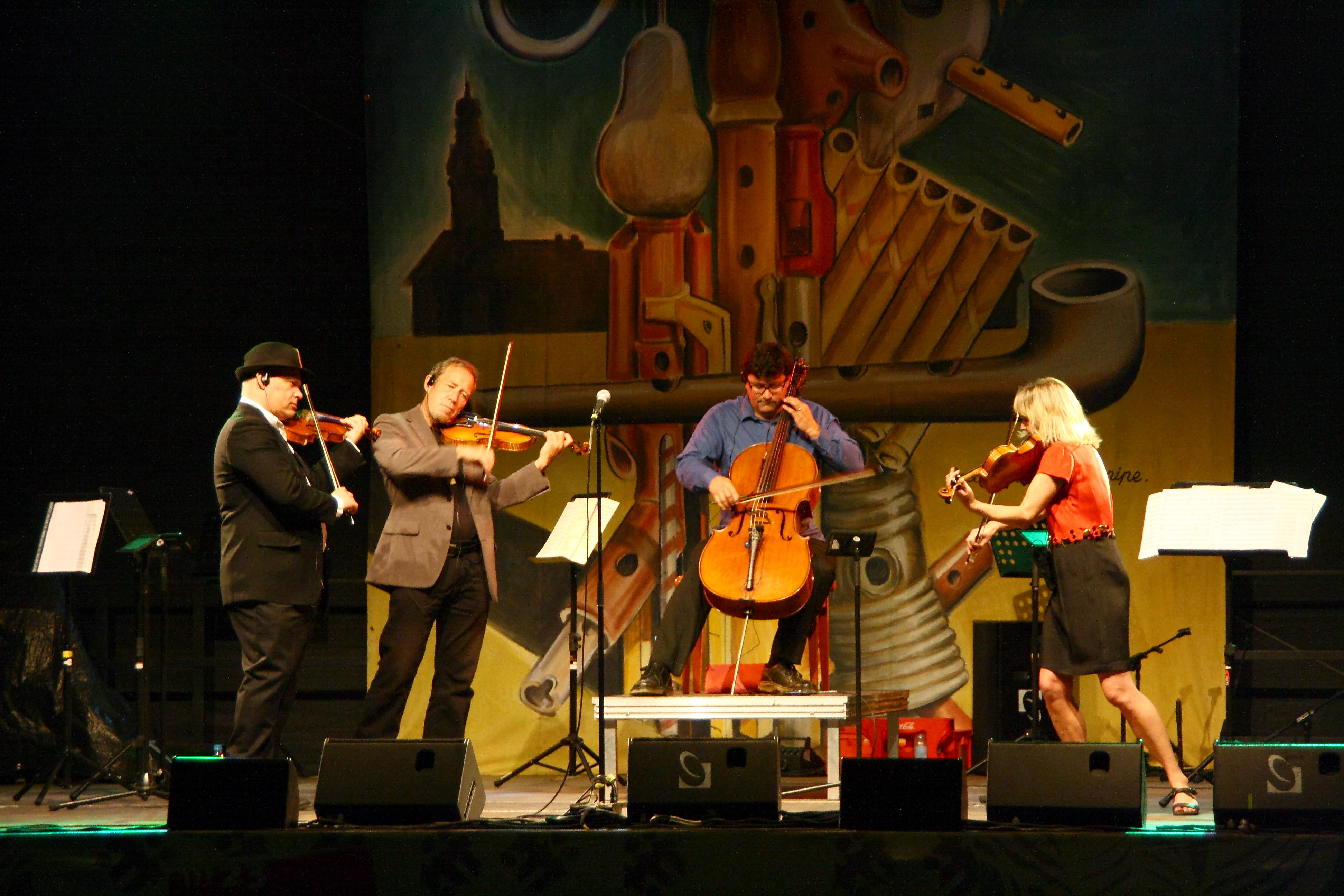
Das Balanescu Quartet auf dem TFF Rudolstadt, 2013

1987 gründete er mit Clare Connors (Violine), Bill Hawkes (Bratsche) und Caroline Dale (Cello) sein eigenes Ensemble, das seitdem unter dem Namen Balanescu Quartett formiert. 2013 bestand das Quartett neben Bălănescu selbst aus James Shenton (Violine), Katie Wilkinson (Bratsche) und Nick Holland (Cello).
Das Ensemble veröffentlichte nicht nur eigene Werke. Es wirkte auch an zahlreichen Alben von Künstlern aus den unterschiedlichsten Bereichen mit. Die Bandbreite ihrer Kollaborationen reicht von Carla Bley, David Byrne, Grace Jones, Rabih Abou-Khalil, John Lurie, To Rococo Rot, Hector Zazou und Philip Glass bis zu den Pet Shop Boys und Spiritualized oder einer Hommage an das Yellow Magic Orchestra East Meets East aus dem Jahr 1997. Sehr erfolgreich war das Ensemble mit einer Bearbeitung von Stücken der deutschen Elektronikpioniere Kraftwerk auf dem Album Possessed aus dem Jahr 1992.

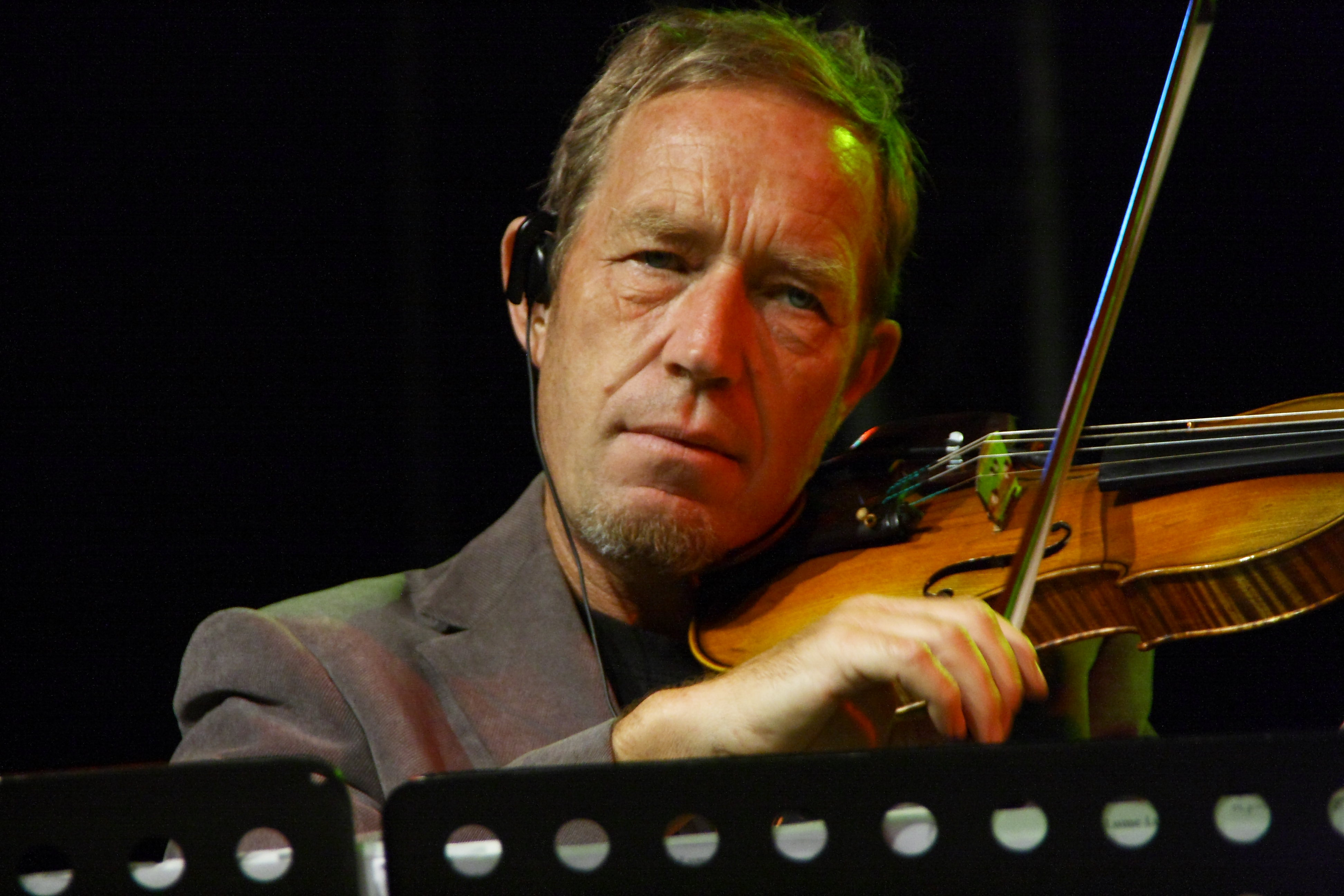
James Stenton, Violine
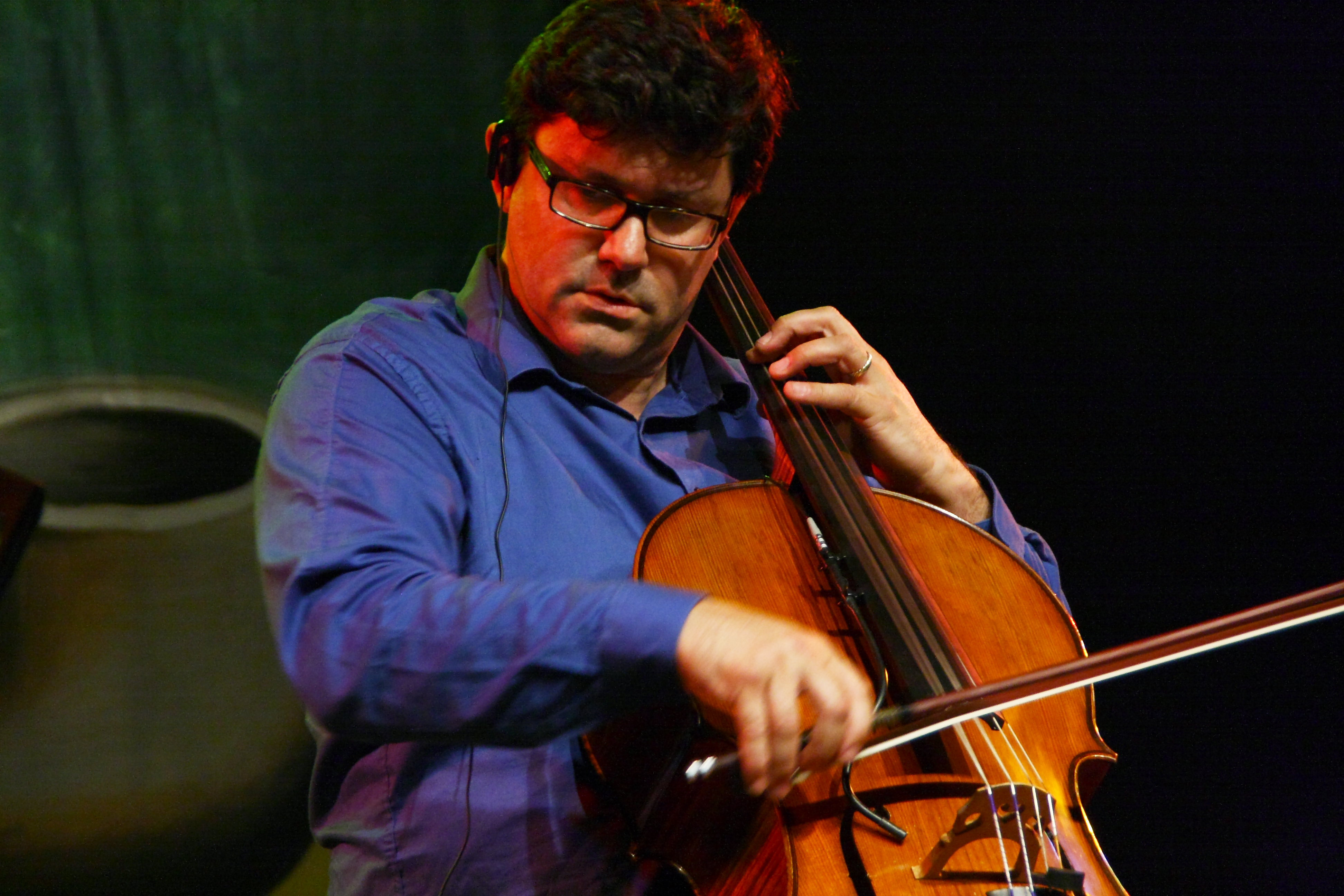
Nick Holland, Cello
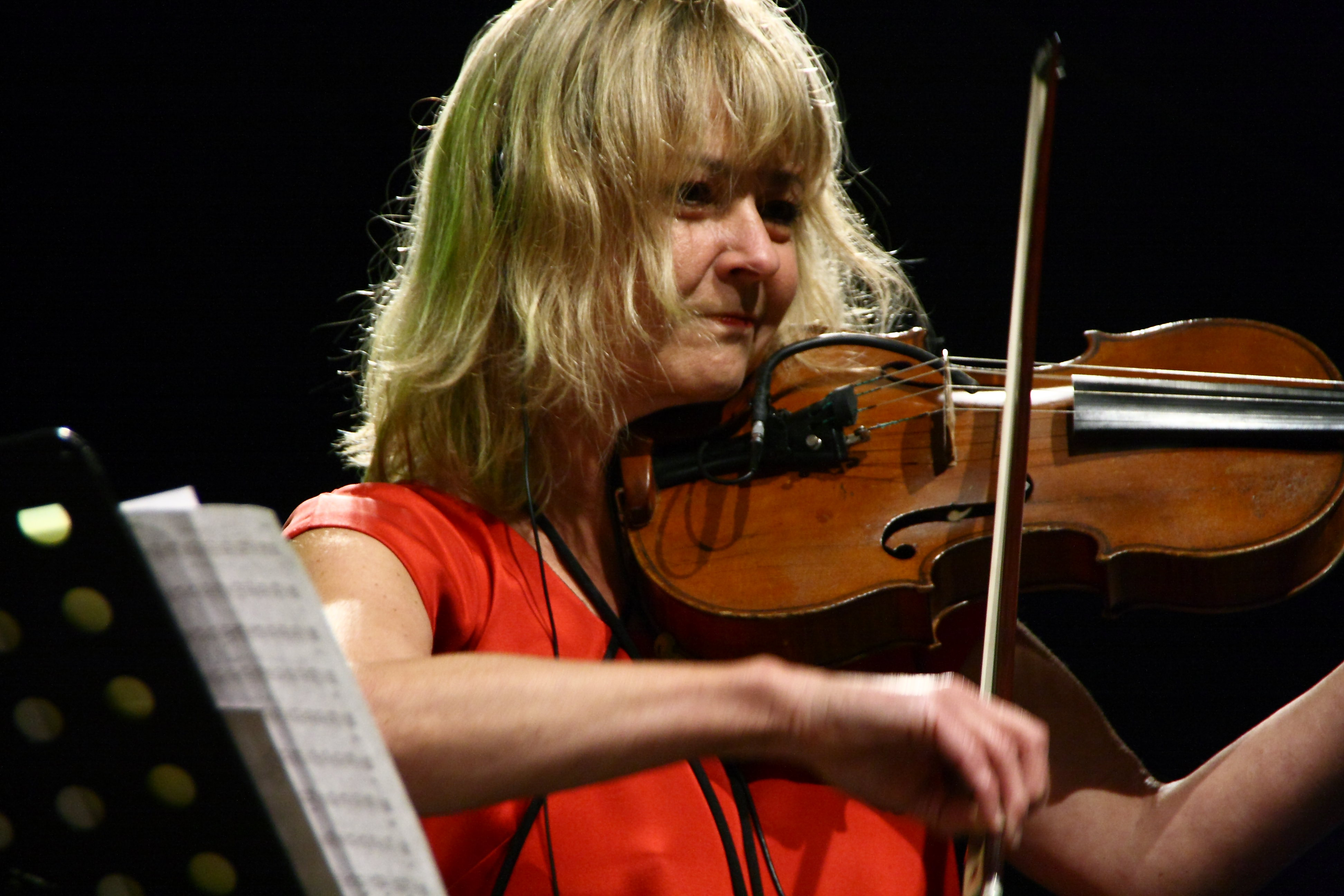
Katie Wilkinson, Bratsche

### Filmmusik und Theater
Bălănescu komponiert – überwiegend für das Balanescu Quartet – Film- und Theatermusik sowie Musik für Tanztheater.
Unter eigenem Namen schrieb er die Musik für den Film Engel und Insekten von Philip Haas aus dem Jahr 1995. Mit Michael Nyman wirkte er an Peter Greenaways Filmen Der Kontrakt des Zeichners, Verschwörung der Frauen und Der Koch, der Dieb, seine Frau und ihr Liebhaber mit. Phil Mulloy benutzt in zahlreichen seiner Animationsfilme Bălănescus Musik.
Im Bereich des Tanztheaters arbeitete er unter anderem für Pina Bausch und Jochen Ulrich, mit dem er 2007 mit dem Bruckner Orchester Linz am Landestheater Linz für das Stück Lorenzaccio wirkte. Am Theater Ulm wirkte er 2016 selbst als Geiger in der Uraufführungsproduktion des von ihm komponierten choreografischen Musiktheaters Treibgut mit.
2005 veröffentlichte das Quartett mit dem Album Maria T eine Hommage an die rumänische Sängerin Maria Tănase – die „Piaf des Ostens“. Zu deren 100. Geburtstag im Jahr 2013 diente die Musik als Basis eines Projektes unter gleichem Namen, das unter anderem auf dem TFF Rudolstadt 2013 mehrmals aufgeführt wurde. Beteiligt waren dabei neben dem Balanescu Quartet der Perkussionist Steve Argüelles und der österreichische Künstler Klaus Obermaier mit seinen Videoinstallationen.
Bălănescu lebt in London und ist verheiratet mit der Bratschistin Katie Wilkinson.

## Auswahldiskografie

### Balanescu Quartet
- 1992: Possessed
- 1994: Luminitza
- 1997: East Meets East
- 2003: Sarajevo Suite
- 2005: Maria T
- 2011: The Island (mit Ada Milea)
- 2012: Cyclorama (Komponist: Jonathan Goldstein)

### Michael Nyman Band
- 1991: String Quartets 1-3

### Mit anderen Künstlern
- 1992: Balanescu Quartet Play Byrne/Moran/Lurie/Torke
- 1995: Pure Phase (mit Spiritualized)
- 2002: Arabian Waltz (mit Rabih Abou-Khalil)

### Filmmusik
- 1995: Angels & Insects
- 2005: Il Partigiano Johnny